# Carlos Avelar
Carlos Avelar (1954. április 2. –) amerikai politikus, az arizonai képviselőház egykori tagja.

## Karrier
1999 januárja és 2003 januárja között szolgált a Házban, a 23. körzet szolgálatában. 2002-es körzetújítás után indult újraválasztáson, ezúttal a 16. körzetben, de a Demokrata előválasztáson Leah Landrum Taylor és Ben Miranda ellen veszített. 2006-ban ismét indult a kerületben, de a demokraták előválasztásán ismét sikertelenül, ezúttal Cloves Campbell Jr. és Ben Miranda ellen.

## Fordítás
Ez a szócikk részben vagy egészben  a   Carlos Avelar című angol Wikipédia-szócikk ezen változatának fordításán alapul.  Az eredeti cikk szerkesztőit annak laptörténete sorolja fel. Ez a jelzés csupán a megfogalmazás eredetét és a szerzői jogokat jelzi, nem szolgál a cikkben szereplő információk forrásmegjelöléseként.